# Fed Cup 2012 – baráž 3. skupiny zóny Evropy a Afriky
Baráž 3. skupiny zóny Evropy a Afriky ve Fed Cupu 2012 představovala pět vzájemných utkání týmů z bloků A a B této úrovně zóny. První z bloku A sehrál zápas s druhým z bloku B a naopak. Vítězové těchto utkání postoupili do 2. skupiny zóny Evropy a Afriky pro rok 2013. Družstva, která se v blocích umístila na třetím, čtvrtém a pátém místě odehrála zápasy o konečné 5. až 10. místo. Namibie pak skončila na konečné 11. příčce 3. skupiny. 
Hrálo se 21. dubna 2012 v areálu oddílu Golf El Solaimaneyah Club egyptského hlavního města Káhiry na otevřených antukových dvorcích. 

## Pořadí týmů
| Poř. | Blok A  | Blok B    |
| ---- | ------- | --------- |
| 1.   | Maroko  | Tunisko   |
| 2.   | Irsko   | Litva     |
| 3.   | Arménie | Egypt     |
| 4.   | Malta   | Moldavsko |
| 5.   | Keňa    | Kypr      |
| 6.   | —       | Namibie   |

## Zápasy o postup
První týmy bloků se utkaly s druhými z opačného bloku. Vítězové postoupili do 2. skupiny zóny Evropy a Afriky pro rok 2013.

### Maroko vs. Litva
| | Maroko | 1 :                                                                            | 2    | Litva |     |  |
| --- | ------ | ------------------------------------------------------------------------------ | ---- | ----- | --- |  |
| Golf El Solaimaneyah Club, Káhira, Egypt 21. dubna 2012 antuka (venku) |        |                                                                                |      |       |     |  |
| \| \| \| \| 1. \| 2. \| 3. \| \| \| -- \| \| ------------------------------------------------------------------------------ \| ---- \| --- \| --- \| \| \| 1. \| \| Fatima El Allami Joana Eidukonytėová \| 65 7 \| 6 2 \| 6 4 \| \| \| 2. \| \| Fatyha Berjane Lina Stančiūtėová \| 1 6 \| 1 6 \| \| \| \| 3. \| \| Fatima El Allami / Bahia Mouhtassine Justina Mikulskytėová / Lina Stančiūtėová \| 4 6 \| 5 7 \| \| \| \| \| \| \| \| \| \| \| \| \| \| \| \| \| \| \| \| \| \| \| \| \| \| \| \| \| \| \| \| \| \| \| \| \| \| \| \| \| \| \| |        |                                                                                |      |       |     |  |
| |        |                                                                                | 1.   | 2.    | 3.  |  |
| 1. |        | Fatima El Allami Joana Eidukonytėová                                           | 65 7 | 6 2   | 6 4 |  |
| 2. |        | Fatyha Berjane Lina Stančiūtėová                                               | 1 6  | 1 6   |     |  |
| 3. |        | Fatima El Allami / Bahia Mouhtassine Justina Mikulskytėová / Lina Stančiūtėová | 4 6  | 5 7   |     |  |
| |        |                                                                                |      |       |     |  |
| |        |                                                                                |      |       |     |  |
| |        |                                                                                |      |       |     |  |
| |        |                                                                                |      |       |     |  |
| |        |                                                                                |      |       |     |  |

### Tunisko vs. Irsko
| | Tunisko | 3 :                                                        | 0   | Irsko |     |  |
| --- | ------- | ---------------------------------------------------------- | --- | ----- | --- |  |
| Golf El Solaimaneyah Club, Káhira, Egypt 21. dubna 2012 antuka (venku) |         |                                                            |     |       |     |  |
| \| \| \| \| 1. \| 2. \| 3. \| \| \| -- \| \| ---------------------------------------------------------- \| --- \| --- \| --- \| \| \| 1. \| \| Nour Abbes Sinéad Lohanová \| 1 6 \| 6 3 \| 6 3 \| \| \| 2. \| \| Ons Jabeur Amy Bowtellová \| 6 3 \| 7 5 \| \| \| \| 3. \| \| Ons Jabeur / Mouna Jebri Amy Bowtellová / Jenny Claffeyová \| 1 6 \| 1 6 \| \| \| \| \| \| \| \| \| \| \| \| \| \| \| \| \| \| \| \| \| \| \| \| \| \| \| \| \| \| \| \| \| \| \| \| \| \| \| \| \| \| \| |         |                                                            |     |       |     |  |
| |         |                                                            | 1.  | 2.    | 3.  |  |
| 1. |         | Nour Abbes Sinéad Lohanová                                 | 1 6 | 6 3   | 6 3 |  |
| 2. |         | Ons Jabeur Amy Bowtellová                                  | 6 3 | 7 5   |     |  |
| 3. |         | Ons Jabeur / Mouna Jebri Amy Bowtellová / Jenny Claffeyová | 1 6 | 1 6   |     |  |
| |         |                                                            |     |       |     |  |
| |         |                                                            |     |       |     |  |
| |         |                                                            |     |       |     |  |
| |         |                                                            |     |       |     |  |
| |         |                                                            |     |       |     |  |

## Zápasy o 5. a 7. místo
Třetí a čtvrté týmy bloků sehrály vzájemné zápasy o dělené páté a dělené sedmé místo.

### Malta vs. Moldavsko
| | Malta | 1 :                                                                          | 2   | Moldavsko |     |  |
| --- | ----- | ---------------------------------------------------------------------------- | --- | --------- | --- |  |
| Golf El Solaimaneyah Club, Káhira, Egypt 21. dubna 2012 antuka (venku) |       |                                                                              |     |           |     |  |
| \| \| \| \| 1. \| 2. \| 3. \| \| \| -- \| \| ---------------------------------------------------------------------------- \| --- \| --- \| --- \| \| \| 1. \| \| Elaine Genoveseová Alina Soltaniciová \| 6 3 \| 6 1 \| \| \| \| 2. \| \| Rosanne Dimechová Julia Helbertová \| 3 6 \| 1 6 \| \| \| \| 3. \| \| Rosanne Dimechová / Elaine Genoveseová Julia Helbertová / Melisa Martinovová \| 1 6 \| 6 3 \| 4 6 \| \| \| \| \| \| \| \| \| \| \| \| \| \| \| \| \| \| \| \| \| \| \| \| \| \| \| \| \| \| \| \| \| \| \| \| \| \| \| \| \| \| |       |                                                                              |     |           |     |  |
| |       |                                                                              | 1.  | 2.        | 3.  |  |
| 1. |       | Elaine Genoveseová Alina Soltaniciová                                        | 6 3 | 6 1       |     |  |
| 2. |       | Rosanne Dimechová Julia Helbertová                                           | 3 6 | 1 6       |     |  |
| 3. |       | Rosanne Dimechová / Elaine Genoveseová Julia Helbertová / Melisa Martinovová | 1 6 | 6 3       | 4 6 |  |
| |       |                                                                              |     |           |     |  |
| |       |                                                                              |     |           |     |  |
| |       |                                                                              |     |           |     |  |
| |       |                                                                              |     |           |     |  |
| |       |                                                                              |     |           |     |  |

### Arménie vs. Egypt
| | Arménie | 3 :                                                           | 0    | Egypt |     |  |
| --- | ------- | ------------------------------------------------------------- | ---- | ----- | --- |  |
| Golf El Solaimaneyah Club, Káhira, Egypt 21. dubna 2012 antuka (venku) |         |                                                               |      |       |     |  |
| \| \| \| \| 1. \| 2. \| 3. \| \| \| -- \| \| ------------------------------------------------------------- \| ---- \| --- \| --- \| \| \| 1. \| \| Nune Chačatrjanová Menna El Nagdy \| 7 64 \| 6 1 \| \| \| \| 2. \| \| Ani Amiraghyan Mai El Kamash \| 67 9 \| 1 6 \| \| \| \| 3. \| \| Ani Amiraghyan / Anna Movsisjanová Mai El Kamash / Mora Eshak \| 6 3 \| 4 6 \| 7 5 \| \| \| \| \| \| \| \| \| \| \| \| \| \| \| \| \| \| \| \| \| \| \| \| \| \| \| \| \| \| \| \| \| \| \| \| \| \| \| \| \| \| |         |                                                               |      |       |     |  |
| |         |                                                               | 1.   | 2.    | 3.  |  |
| 1. |         | Nune Chačatrjanová Menna El Nagdy                             | 7 64 | 6 1   |     |  |
| 2. |         | Ani Amiraghyan Mai El Kamash                                  | 67 9 | 1 6   |     |  |
| 3. |         | Ani Amiraghyan / Anna Movsisjanová Mai El Kamash / Mora Eshak | 6 3  | 4 6   | 7 5 |  |
| |         |                                                               |      |       |     |  |
| |         |                                                               |      |       |     |  |
| |         |                                                               |      |       |     |  |
| |         |                                                               |      |       |     |  |
| |         |                                                               |      |       |     |  |

## Zápas o 9. místo
Páté týmy bloků nastoupily k zápasu o konečné deváté a desáté místo.

### Keňa vs. Kypr
| | Keňa | 0 :                                                                          | 3   | Kypr |    |  |
| --- | ---- | ---------------------------------------------------------------------------- | --- | ---- | -- |  |
| Golf El Solaimaneyah Club, Káhira, Egypt 21. dubna 2012 antuka (venku) |      |                                                                              |     |      |    |  |
| \| \| \| \| 1. \| 2. \| 3. \| \| \| -- \| \| ---------------------------------------------------------------------------- \| --- \| --- \| -- \| \| \| 1. \| \| Veronica Osogo Nabwire Mara Argyriouová \| 2 6 \| 2 6 \| \| \| \| 2. \| \| Caroline Oduor Joanna Nena Savvaová \| 0 6 \| 0 6 \| \| \| \| 3. \| \| Caroline Oduor / Veronica Osogo Nabwire Mara Argyriouová / Maria Siopachaová \| 4 6 \| 1 6 \| \| \| \| \| \| \| \| \| \| \| \| \| \| \| \| \| \| \| \| \| \| \| \| \| \| \| \| \| \| \| \| \| \| \| \| \| \| \| \| \| \| \| |      |                                                                              |     |      |    |  |
| |      |                                                                              | 1.  | 2.   | 3. |  |
| 1. |      | Veronica Osogo Nabwire Mara Argyriouová                                      | 2 6 | 2 6  |    |  |
| 2. |      | Caroline Oduor Joanna Nena Savvaová                                          | 0 6 | 0 6  |    |  |
| 3. |      | Caroline Oduor / Veronica Osogo Nabwire Mara Argyriouová / Maria Siopachaová | 4 6 | 1 6  |    |  |
| |      |                                                                              |     |      |    |  |
| |      |                                                                              |     |      |    |  |
| |      |                                                                              |     |      |    |  |
| |      |                                                                              |     |      |    |  |
| |      |                                                                              |     |      |    |  |

## Konečné pořadí
| Pořadí    | Tým       |
| --------- | --------- |
| Postup    | Litva     |
| Postup    | Tunisko   |
| 3. místo  | Maroko    |
| 3. místo  | Irsko     |
| 5. místo  | Egypt     |
| 5. místo  | Moldavsko |
| 7. místo  | Arménie   |
| 7. místo  | Malta     |
| 9. místo  | Kypr      |
| 10. místo | Keňa      |
| 11. místo | Namibie   |

- Litva a Tunisko postoupily do 2. skupiny zóny Evropy a Afriky pro rok 2013.